# Govinda (Verein)
Der Govinda e. V. ist eine Nichtregierungsorganisation, die am 7. Juni 1998 als Govinda Entwicklungshilfe e. V. von sechs Krankenpflegern in Aalen gegründet wurde. Dabei handelte es sich um Rocco Umbescheidt, Roman Cieslewicz, Yvonne Sperka, Alexander Rettenmaier, Sybille Reissmüller und Elke Böhmer. Diese hatten sich zum Ziel gesetzt, die Lebensumstände von Menschen positiv zu beeinflussen, die in einer Welt leben, in der tagtäglich Menschen verhungern, obwohl es Nahrungsmittelüberschüsse gibt und in der ständig Ungleichheiten und Ungerechtigkeiten (re)produziert werden. Das Team formulierte bereits 1996 den Plan, ein Waisenhaus in Nepal aufzubauen, startete hierfür Sammelaktionen und legte die Hälfte der eigenen Gehälter monatlich für diesen Zweck zurück. Die Gründer wollten neben der Finanzierung der Projekte gesellschaftspolitisch wirksam sein und andere Menschen mit ihrem eigenen Handeln dazu inspirieren, ebenfalls einen direkten Beitrag zur Veränderung von Missständen in der Welt zu leisten. Die Vereinsgründung folgte dem ersten Nepal-Aufenthalt, der im März 1998 stattfand. Am 9. Januar 2003 wurde zudem der Verein „Shangrila Entwicklungshilfe“ mit Sitz in Zürich gegründet, der die Arbeit des Govinda e. V. von der Schweiz aus unterstützt.

## Projekte
Das erste Projekt des Govinda e. V. war das Waisenhaus „Shangri-La“ in Kathmandu, das kurze Zeit nach der Rückkehr von der Nepalreise gegründet wurde. Im Jahr 2016 bot das Waisenhaus Platz für 50 Kinder. Shangri-La bedeutet wörtlich „der Ort, an dem man in seinem Herzen Sonne und Mond vereinen kann“ und ging mit der Bedeutung „Paradies auf Erden“ in den englischen Sprachgebrauch ein. Mittlerweile haben die ersten Kinder und jungen Erwachsenen das Waisenhaus nach dem Schulabschluss in das weiterführende Reintegrationsprojekt verlassen.
Im Jahr 2002 konnte der Verein die Shangri-La-Schule in der Nähe von Kathmandu eröffnen. Hier können insbesondere 230 Kinder aus armen, kastenlosen oder von Lepra betroffenen Familien eine Schulbildung erhalten. Zum einen finanziert sich die Schule über Schulgelder von Kindern aus wohlhabenden Familien, zum anderen kommen Schulpaten in Deutschland für die Kosten der mittellosen Kinder auf. Insgesamt besuchen mehr als 500 Kinder die Schule.
Im Laufe der Jahre kamen weitere Projekte hinzu: ein Ausbildungszentrum, in dem Schüler sowie Waisenkinder in den Bereichen Hauswirtschaft, Landwirtschaft, Töpfern, Schreinern, Elektrik und Informatik ausgebildet werden und dafür einen zertifizierten Abschluss erhalten. Zudem gibt es seit 2008 ein Reintegrationsprojekt, das Jugendliche in ein selbständiges Leben begleitet.
In mehreren Projekten in Westnepal wurden über 5000 Menschen in verschiedenen Dorfgemeinschaften in den Bereichen Bildung, Landwirtschaft, Gesundheit und Ingenieurwesen geschult und unterstützt, um eine nachhaltige Entwicklung in der Region zu ermöglichen.
Die Shangri-La Development Association (SDA) wurde 2014 gegründet und führt ehemalige Kinder des Waisenhauses nach ihrer Ausbildung bzw. ihrem Studium an Tätigkeiten als Entwicklungsmitarbeiter im eigenen Land heran. Die Projekte von SDA sind im Süden Nepals lokalisiert. Gemeinsam mit der dortigen Bevölkerung werden nachhaltige Maßnahmen im Gesundheits-, Landwirtschafts- und Bildungsbereich umgesetzt.
Die schweren Erdbeben, die Nepal ab April 2015 erschütterten, veranlassten den Verein, Soforthilfe zu leisten. Infolgedessen wurden 36.414 Menschen in 126 Gemeinden in 11 Distrikten innerhalb weniger Wochen mit 55 Tonnen Hilfsgütern unterstützt. Während des Monsuns 2015 wurde umfassende Hilfe, sowohl im medizinischen und hygienischen Bereich als auch mit fünf temporären Schulen geleistet. Die Wiederaufbauprojekte wurden im August 2016 mit dem Bau von 104 Wohnhäusern, einem Bildungshaus und einer Gemeindehalle abgeschlossen. Die Häuser wurden in Form einer „owner driven reconstruction“ errichtet, d. h. die betroffenen Familien wurden an der Planung und am Bau beteiligt. Der Wiederaufbau war der erste in ganz Nepal, bei dem neue erdbebensichere Häuser erbaut werden konnten. Der Bau von vier Schulen in Makwanpur begann im Oktober 2016. Insgesamt errichtete der Govinda e. V. 12 Schulen in Nepal.

## Aufgabenbereiche
Mit seinen nepalesischen Partnervereinen Shangri-La orphanage, dem Shangrila International School Trust und der Shangrila Development Association setzt sich Govinda für Waisenkinder, Menschen aus Bürgerkriegsgebieten und ländlichen Regionen, Benachteiligte des Kastensystems und aufgrund ethnischer Zugehörigkeit sowie aufgrund von Herkunft und Tradition benachteiligte Frauen ein.

## Ziele
Die Projekte sollen Menschen in Nepal befähigen, selbständige, mündige und kritische Bürger der nepalesischen Gesellschaft zu werden.

## Auszeichnungen
Govinda wurde als Gewinner des startsocial-Bundespreises mit Auszeichnung unter den besten 20 Projekten bundesweit im Kanzleramt 2007 und als Gewinner des Ehrenamtspreises Baden Württemberg (1. Preis) im Jahr 2011 ausgezeichnet. Mit dem Preis der Stiftung Filippas Engel wurde die ehrenamtliche Arbeit für Nepal 2004 und 2015 gewürdigt. Der Gründer und langjährige Vereinsvorsitzende Rocco Umbescheidt wurde 2015 zum Aargauer des Jahres im Kanton Aargau (Schweiz) gewählt. 2016 erhielt der Verein mit dem Deutschen Engagementpreis in der Kategorie Publikumspreis den höchsten nationalen Ehrenamtspreis.

## Veröffentlichungen
Über die Arbeit des Vereins sind drei Dokumentarfilme erschienen: Der Himmel über mir (2004, in Zusammenarbeit mit der Filmemacherin Christina Voigt), Die vergessenen Kinder Westnepals (2007, in Zusammenarbeit mit der Filmemacherin Christina Voigt) und Die Kinder von Shangrila (2014, in Zusammenarbeit mit AV Medien Film und Fernsehen, Stuttgart). Im Jahre 2009 wurde das Buch Die Kinder von Shangrila: Geschichten aus dem heutigen Nepal von Christian Platz (Autor) und Christoph Gysin (Fotograf) über die Kinder des Govinda-Waisenhauses veröffentlicht.

## Mitglieder
Der Verein hatte im Jahr 2016 etwa 680 Mitglieder. Es gibt Paten in den Aktionskreisen in Deutschland (Aalen, Berlin, Dresden, Mönchengladbach, Leipzig, Stuttgart, Würzburg, Ulm) und in der Schweiz. In Nepal werden etwa 115 Ortskräfte beschäftigt.